# 賀仁傑
賀仁傑，字寬普、一字寛甫，京兆鄠人，元朝漢族官員與政治人物。

## 生平
賀仁傑因父贺賁献五千两白银给忽必烈，于是忽必烈召賀仁傑为宿卫。賀仁傑追随忽必烈，南征雲南，北征乃顏，都有功劳。後與董文忠在宫中侍奉皇帝，同志協力，知無不言，言無不聽，对朝廷多有帮助，而且不外泄话语，皇帝很喜爱敬重他们。
至元十三年，宋朝被消灭，只有川蜀地区久攻不下。四川制置使張珏守重慶，合州安撫使王立守釣魚山，抵抗了二十餘年。詔建東西行樞密院，督兵進伐，合丹、闊里吉思領東院，攻釣魚山；不花、李德輝領西院，攻重慶。德輝分守成都，獲王立鈔卒張郃，縱之使諭王立降。王立復遣張郃等奉蠟書告诉李德輝，能亲自來，即降。李德輝遂带着五百騎至釣魚山，與東院一起接受了王立的投降。東院復奏誅立，並言李德輝越境邀功，把王立投入長安獄中。西院從事呂𡌳至都，以兵事告許衡，許衡告贺仁傑，仁傑就告诉了皇帝。帝召樞密臣責之曰：「汝等以人命為戲耶！今召王立，立生則已，死則汝等亦從之。」王立至首都，賜金虎符，仍以為合州安撫使。
十七年，上都留守空缺，宰相拟定了廷臣以十數个名单，皇帝皆不采納，帝顧仁傑曰：「無以易卿者。」特授正議大夫、上都留守，兼本路總管、開平府尹。明年，賜三珠虎符，進資德大夫，兼虎賁親軍都指揮使。尋加榮祿大夫、中書右丞，留守如故。尚書省设立，桑哥掌权，奏上都留守司錢穀多失實。召留守忽剌忽耳及仁傑当廷辨论，仁傑曰：「臣漢人，不能禁吏戢姦，致錢穀多耗傷，臣之罪。」忽剌忽耳曰：「臣為長，印在臣手，事未有不關白而能行者，臣之罪。」皇帝曰：「以爵讓人者有之，未有爭引咎歸己者。」于是不再追究。
仁傑在官五十餘年，為留守者居半，車駕春秋行幸，往来供应，从未让皇帝动怒。其妻劉氏去世，帝欲為娶貴族，固辭，而娶了民間女子，不久妻子失明，夫妻相敬如初，未嘗置媵妾。
大德九年，年七十二，請老退休，拜光祿大夫、平章政事，商議陝西行中書省事，賜白金、楮幣、錦袍、玉帶，回家。以子贺勝襲上都留守、虎賁指揮使。後成宗崩，仁宗入朝清除內乱，念世祖舊臣，欲有所资讯，召他去朝廷，行至樊橋去世。贈恭勤竭力功臣、儀同三司、太保、上柱國，追封雍國公，諡忠貞。
延祐六年，加贈推誠宣力翊運功臣、太師、開府儀同三司、上柱國，追封奉元王。

## 轶事
皇帝有一天召贺仁傑至榻前，把贺賁当年所献白银返还给他赡养母亲。初不肯，后贺仁傑把这笔钱盡散于宗族。在选用童女补充后宫等问题时，贺仁傑都能提醒皇帝，免除这些不合理的要求。于是，地方百姓有为他建立祠堂的。

## 家庭
- 祖父賀種德，父親賀賁
- 妻：刘氏、民女某
- 有一子賀勝，冤死。孫賀惟一。曾孫也先忽都，賀惟一之子。

## 延伸阅读
[在维基数据编辑]
 《元史·卷169》，出自宋濂《元史》
 《新元史/卷175》，出自柯劭忞《新元史》